# Ambérieux-en-Dombes
Ambérieux-en-Dombes là một xã ở tỉnh Ain, vùng Auvergne-Rhône-Alpes thuộc miền đông nước Pháp.